# Lommabukten
Lommabukten (Nederlands: baai van Lomma) is een baai van de Sont aan de westkust van de Zweedse provincie Skåne län. De baai ligt tussen Malmö in het zuiden en Barsebäck in het noorden. Gemeten tussen deze twee plaatsen is hij ongeveer 9 kilometer breed. Er liggen meerdere plaatsen aan de baai waarvan Lomma en Bjärred het meest bekend zijn. Er monden verschillende rivieren in de baai uit bij Lomma de Höje å en bij Löddeköpinge de Lödde å.
Juist ten zuiden van de baai overspant de bijna acht kilometer lange Sontbrug de Sont.